# Propebela
Propebela é um gênero de gastrópodes pertencente a família Mangeliidae.

## Espécies
- Propebela alaskensis (Dall, 1871)[2]
- Propebela alitakensis (Dall, 1919)[3]
- Propebela angulosa (G. O. Sars, 1878)[4]
- Propebela arctica (Adams, 1855)[5]
- Propebela areta (Bartsch, 1941)[6]
- Propebela assimilis (Sars G. O., 1878)[7]
- Propebela bergensis (Friele, 1886)[8]
- Propebela bogdanovi Merkuljev, 2021
- Propebela cancellata (Mighels & Adams, 1842)[9]
- Propebela cassis Bogdanov, 1989[10]
- Propebela concinnula (A. E. Verrill, 1882)[11]
- Propebela diomedea Bartsch, 1944[12]
- Propebela eurybia (Bartsch, 1941)[13]
- Propebela exarata (Møller, 1842)[14]
- Propebela exquisita Bartsch, 1941
- Propebela fidicula (Gould, 1849)[15]
- Propebela golikovi (Bogdanov, 1985)[16]
- Propebela goryachevi Bogdanov, 1989[17]
- Propebela harpularia (Couthouy, 1838)[18]
- Propebela kyurokusimana (Nomura & Hatai, 1940)[19]
- Propebela lateplicata (Strebel, 1905)
- Propebela luetkeana (Krause, 1885)
- Propebela margaritae (Bogdanov, 1985)[20]
- Propebela marinae Bogdanov, 1989[21]
- Propebela miona (Dall, 1919)[22]
- Propebela mitrata (Dall, 1919)[23]
- Propebela monterealis (Dall, 1919)[24]
- Propebela nivea Okutani, 1968[25]
- Propebela nobilis (Møller, 1842)[26]
- Propebela pitysa (Dall, 1919)[27]
- Propebela popovia (Dall, 1919)[28]
- Propebela pribilova (Dall, 1919)[29]
- Propebela profunda Castellanos & Landoni, 1993[30]
- Propebela profundicola Bartsch, 1944[31]
- Propebela rassina (Dall, 1919)[32]
- Propebela rathbuni (Verrill, 1884)[33]
- Propebela rufa (Montagu, 1803)[34]
- Propebela rugulata (Reeve, 1846)[35]
- Propebela scalaris (Møller, 1842)[36]
- Propebela scalaroides (Sars G. O., 1878)[37]
- Propebela siogamaensis (Nomura & Zinbo, 1940)[38]
- Propebela smithi Bartsch, 1944[39]
- Propebela spitzbergensis (Friele, 1886)[40]
- Propebela subtrophonoidea (Okutani, 1964)
- Propebela subvitrea (Verrill, 1884)[41]
- Propebela svetlanae Bogdanov, 1989[42]
- Propebela tayensis (Nomura, S. & K.N. Hatai, 1938)
- Propebela terpeniensis Bogdanov, 1989[43]
- Propebela tersa (Bartsch, 1941)
- Propebela turricula (Montagu, 1803)[44]
- Propebela variabilis Bogdanov, 1990[45]
- Propebela verrilli Bogdanov, 1989[46]

Espécies trazidas para a sinonímia
- Propebela abernethyi (Dell, 1956): sinônimo de Antiguraleus abernethyi Dell, 1956
- Propebela bigranulosa Okutani, 1964: sinônimo de Mioawateria bigranulosa (Okutani, 1964)
- Propebela delicata (Okutani, 1964): sinônimo de Curtitoma delicata (Okutani, 1964)
- Propebela fenestrata (Powell, 1942): sinônimo de Antiguraleus fenestratus Powell, 1942
- Propebela fusiformis (Dell, 1956): sinônimo de Antiguraleus fusiformis Dell, 1956
- Propebela gouldii:[47] sinônimo de Propebela rugulata
- Propebela hinae Okutani, 1968: sinônimo de Curtitoma hinae (Okutani, 1968)
- Propebela infanda (Webster, 1906): sinônimo de Antiguraleus infandus (Webster, 1906)
- Propebela multistriata (Dell, 1956): sinônimo de Antiguraleus multistriatus Dell, 1956
- Propebela munda (Suter, 1909): sinônimo de Antiguraleus mundus (Suter, 1909)
- Propebela murrhea (Webster, 1906): sinônimo de Antiguraleus murrhea (Webster, 1906)
- Propebela otagoensis (Powell, 1942): sinônimo de Antiguraleus otagoensis Powell, 1942
- Propebela pedica (Powell, 1942): sinônimo de Antiguraleus pedicus Powell, 1942
- Propebela plicata Okutani, 1964: sinônimo de  Plicisyrinx plicata (Okutani, 1964)
- Propebela pulcherrima (Dell, 1956): sinônimo de Antiguraleus pulcherrimus Dell, 1956
- Propebela pygmaea (Verrill, 1882):[48] sinônimo de Curtitoma ovalis (Friele, 1877)
- Propebela reticulata: sinônimo de Curtitoma trevelliana (Turton, 1834)
- Propebela rossiana (Powell, 1942): sinônimo de Antiguraleus rossianus Powell, 1942
- Propebela schneideri M. Yokoyama, 1922: sinônimo de Propebela assimilis (Sars, 1878)
- Propebela subtruncata (Powell, 1942): sinônimo de Antiguraleus subtruncatus Powell, 1942
- Propebela subturgida (Verrill, 1884):[49] sinônimo de Oenopota subturgida (A. E. Verrill, 1884)
- Propebela ula (Watson, 1881): sinônimo de Asperdaphne ula (Watson, 1881)
- Propebela valentina P. Bartsch in A.N. Golikov & V.V. Gulbin, 1977: sinônimo de Oenopota valentina A.N. Golikov & V.V. Gulbin, 1977
- Propebela venusta Okutani, 1964: sinônimo de Propebela exquisita Bartsch, 1941
- Propebela viridula sensu (Møller, 1842): sinônimo de Propebela arctica (Adams, 1855)
- Propebela viridula (Fabricius, 1780):[50] sinônimo de Admete viridula (Fabricius, 1780)
- Propebela yokoyamai K. Oyama, 1973: sinônimo de Propebela assimilis (Sars, 1878)